# Campionati del mondo di ciclismo su strada 2021 - Gara in linea maschile Under-23
La gara in linea maschile Under-23 dei Campionati del mondo di ciclismo su strada 2021 si è svolta il 24 settembre 2021 su un percorso di 160,9 km, con partenza da Anversa e arrivo a Lovanio nelle Fiandre in Belgio. L'oro è stato vinto dall'italiano Filippo Baroncini con il tempo di 3h37'36" alla media di 44,421km/h, l'argento è stato ottenuto dal ciclista eritreo Biniam Girmay, mentre il bronzo è andato all'olandese Olav Kooij.

## Ordine d'arrivo (Top 10)
| Pos. | Corridore         | Squadra       | Tempo    |
| ---- | ----------------- | ------------- | -------- |
| 1    | Filippo Baroncini | Italia        | 3h37'36" |
| 2    | Biniam Girmay     | Eritrea       | a 2"     |
| 3    | Olav Kooij        | Paesi Bassi   | s.t.     |
| 4    | Michele Gazzoli   | Italia        | s.t.     |
| 5    | Lewis Askey       | Gran Bretagna | s.t.     |
| 6    | Thibau Nys        | Belgio        | s.t.     |
| 7    | Luca Colnaghi     | Italia        | s.t.     |
| 8    | Paul Penhoët      | Francia       | s.t.     |
| 9    | Vinicius Rangel   | Brasile       | s.t.     |
| 10   | Luke Lamperti     | Stati Uniti   | s.t.     |